# 社後 (汐止區)
社后，又寫為社後，是新北市汐止區的一個地名，位於該區西部的基隆河北岸。相較於今日行政區，其範圍大致包括湖興里西半部、湖光里、湖蓮里、忠山里、金龍里、北峰里、北山里、環河里、中興里、福德里、興福里、康福里。

## 歷史
台灣清治末期至日治前期，社后地區為一街庄，稱為「社後庄」，隸屬於石碇堡。該庄西北與里族庄為鄰，東北與叭嗹港庄為鄰，東南、南及西南隔基隆河分別與樟樹灣庄、橫科庄、三重埔庄為界。
1901年（日治明治三十四年）11月，該庄隸屬於基隆廳，編入第十六區。1905年（明治三十八年）7月，第十四區、第十五區、第十六區、第十九區合併為「水返腳區」。1920年（大正九年），該庄改制為「社后」大字，隸屬於臺北州七星郡汐止街，大字下有「社后頂」、「社后下」小字名。
戰後汐止街改制為汐止鎮，隸屬於臺北縣，大字亦改制為里。1999年6月，汐止鎮升格為汐止市。2010年12月，臺北縣升格為新北市，汐止市改制為汐止區。

## 交通
國道1號橫向經過社后地區中部，但在境內未設交流道。最新的交流道為西邊的東湖交流道，僅設北上出口和南下入口。

## 學校
- 金龍國小
- 北峰國小